# Fukuda Kumajirō
Fukuda Kumajirō (japanisch 福田 熊次郎; * 1841; † 1898) war ein japanischer Verleger (地本問屋, Jihon-doiya oder Jihon-donya) von Farbholzschnitten (錦絵, nishiki-e) während der Meiji-Zeit.

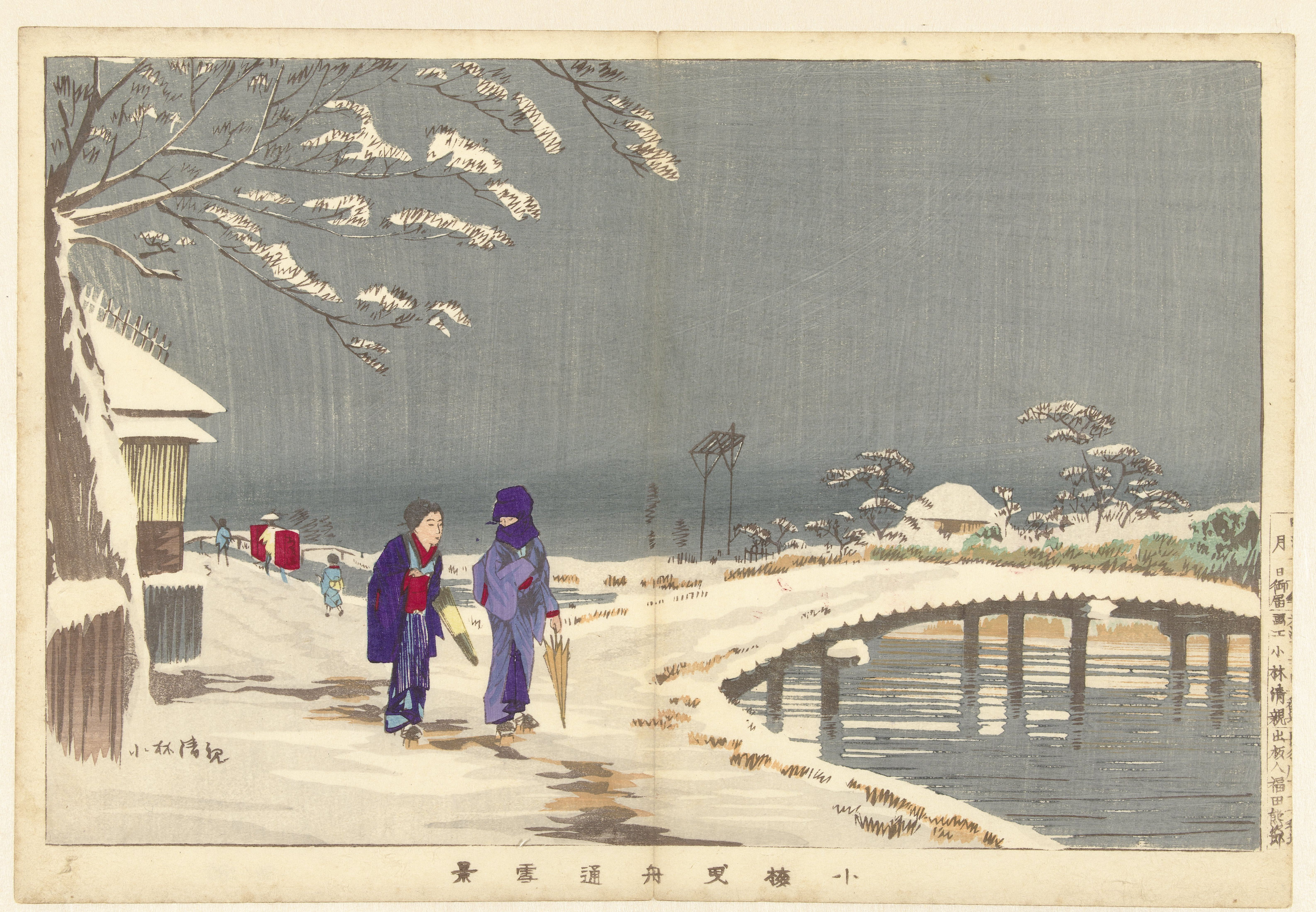
Kobayashi Kiyochika, Schneelandschaft an der Koume Hikibune-Strasse, 1879 (publiziert durch Fukuda Kumajirō)

## Leben
Er führte das Verlagshaus Gusokuya (具足屋), das auch Gusokuya Kumajirō, Kumajirō oder Kumajira bezeichnet wurde. Er war der Sohn des Holzschnittverlegers Gusokuya Kahei (具足屋嘉兵衛). Ab etwa 1879 betrieb er seinen Verlag in Hasegawa-chō, Nihonbashi, Tōkyō.
Bekannt wurde er als Herausgeber von Drucken von Tsukioka Yoshitoshi, Kobayashi Kiyochika, Inoue Yasuji, Ochiai Yoshiiku und Toyohara Kunichika. Auch Werke von Utagawa Hiroshige III. und Utagawa Kunimasa IV. erschienen bei ihm. Er starb 1898 im Alter von 57 Jahren. Sein Grab befindet sich im Tempel Renjōji (蓮乗寺) im Bezirk Minato.
Ab circa 1895 übernahm sein Adoptivsohn Fukuda Hatsujirō (福田初次郎) das Verlagshaus.

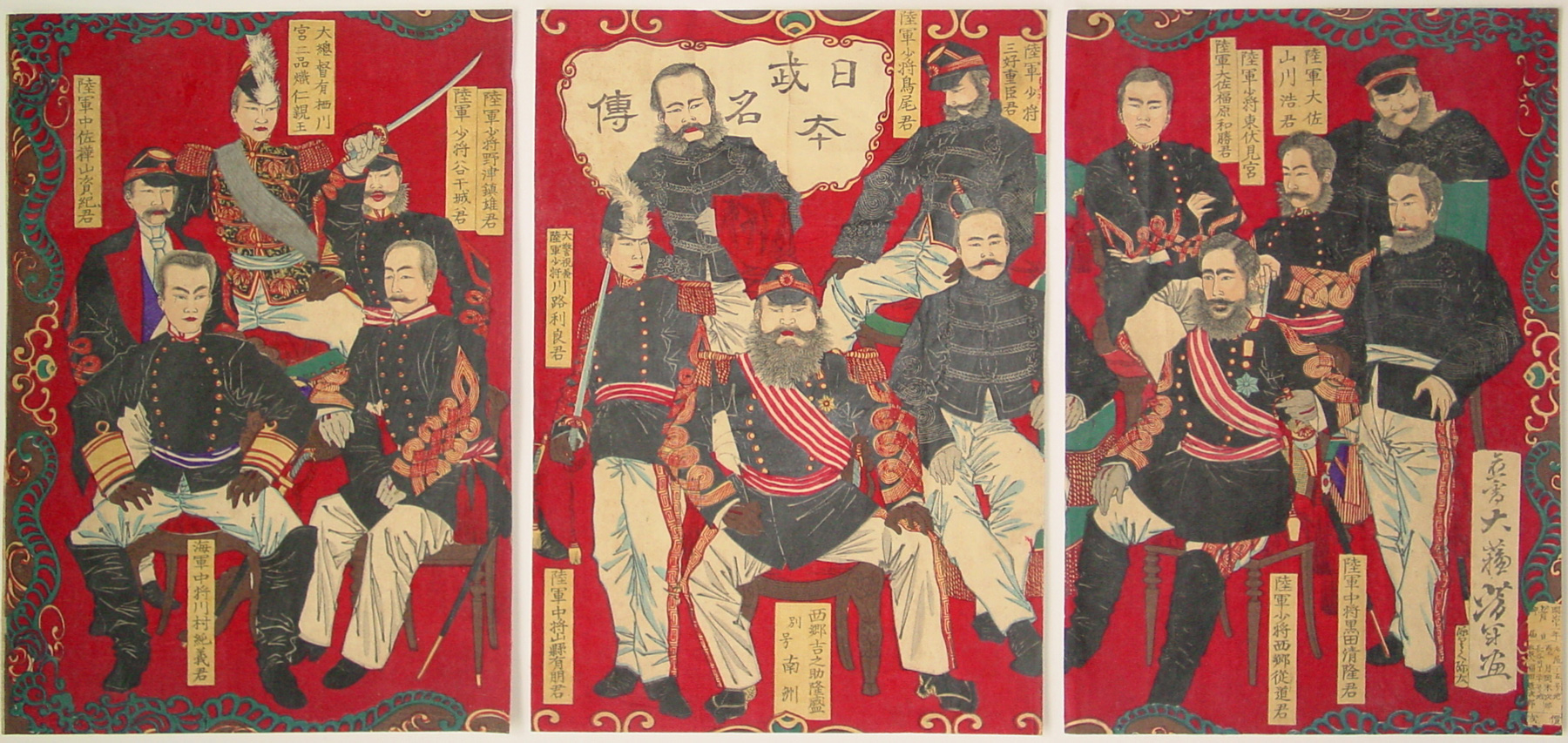
Tsukioka Yoshitoshi, Japans berühmte Soldaten, 1878 (publiziert durch Fukuda Kumajirō)

## Werke (Auswahl)
- Utagawa Hiroshige III.: Saikyō Kōbe no aida tetsudō kaigyōshiki shomin haiken no zu (西京神戸之間鉄道開業式諸民拜見之圖, „Darstellung der Volksbesichtigung bei der Eröffnungsfeier der Eisenbahnlinie zwischen Kyōto und Kōbe“), Ōban-Triptychon, 1877[2]
- Utagawa Hiroshige III.: Hisamatsuchō gekijō Hisamatsuza han'ei no zu (久松町劇場久松座繁榮圖, „Bild vom florierenden Betrieb des Theaters Hisamatsuza im Stadtteil Hisamatsuchō“), Ōban-Triptychon, 1879[3]
- Kobayashi Kiyochika: Tōkyō meisho zu (東京名所圖, „Berühmte Ansichten von Tōkyō“[4]), Ōban yoko-e, Soroimono in 93 Teilen, 1876–1881[5]
- Ochiai Yoshiiku: Hyaku monogatari (百物話, „Hundert Erzählungen“), Ōban, Soroimono in 17 Teilen, 1890[6]
- Toyohara Kunichika: Baikō hyakushu no uchi (梅幸百種之內, „Die hundert Rollen von Baikō“), Ōban, Soroimono in 100 Teilen, 1893–1894[7]
- Toyohara Kunichika: Ichikawa Danjūrō engei hyakuban (市川團十郎演英百番, „Hundert Darbietungen der Schauspielkunst von Ichikawa Danjūrō“), Ōban, Soroimono in 100 Teilen, 1894–1903[8]Toyohara Kunichika, Der Kaufmann Jirōzaemon und die schöne Yatsuhashi, 1888 (publiziert durch Fukuda Kumajirō)

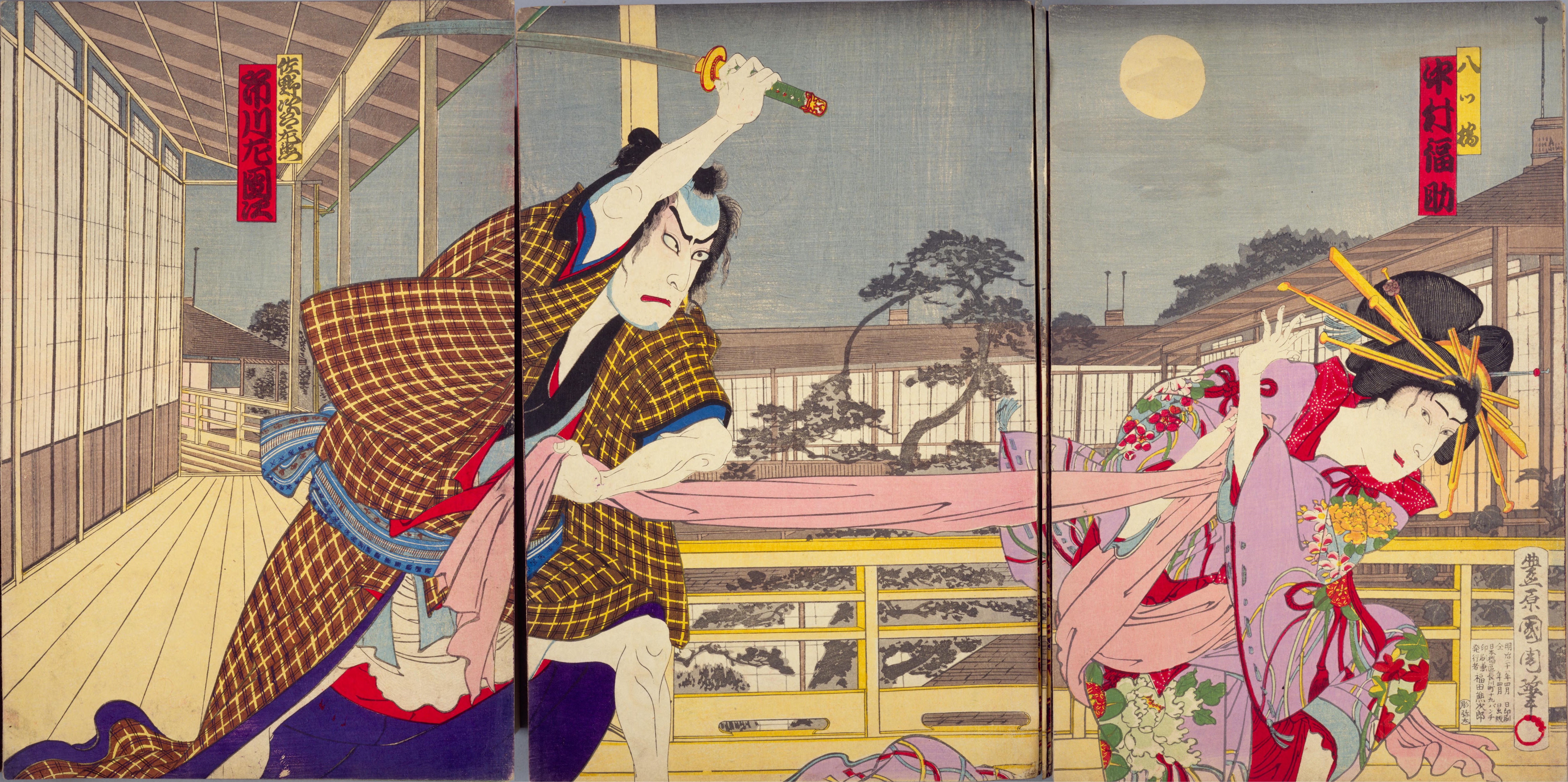
Toyohara Kunichika, Der Kaufmann Jirōzaemon und die schöne Yatsuhashi, 1888 (publiziert durch Fukuda Kumajirō)